# Лауристин, Марью
Ма́рью Ла́уристин (эст. Marju Lauristin; род. 7 апреля 1940, Таллин) — эстонский социолог, интеллектуал и политик. Профессор Тартуского университета. Почётный гражданин Тарту.
Сопредседатель Народного фронта Эстонии, в 1992—1994 годы — министр социальных дел Эстонской Республики.

## Биография
Дочь деятелей эстонского коммунистического движения Йоханнеса Лауристина и Ольги Лауристин. Сестра политика и театрального деятеля Яака Аллика (сына Ольги Лауристин и Хендрика Аллика).
В 1966 году окончила факультеты журналистики и социологии Тартуского университета. В 1976 году защитила кандидатскую диссертацию в Московском государственном университете.
В 1980 году подписала «Письмо сорока» — воззвание сорока эстонских интеллектуалов против политики русификации в Эстонской ССР.

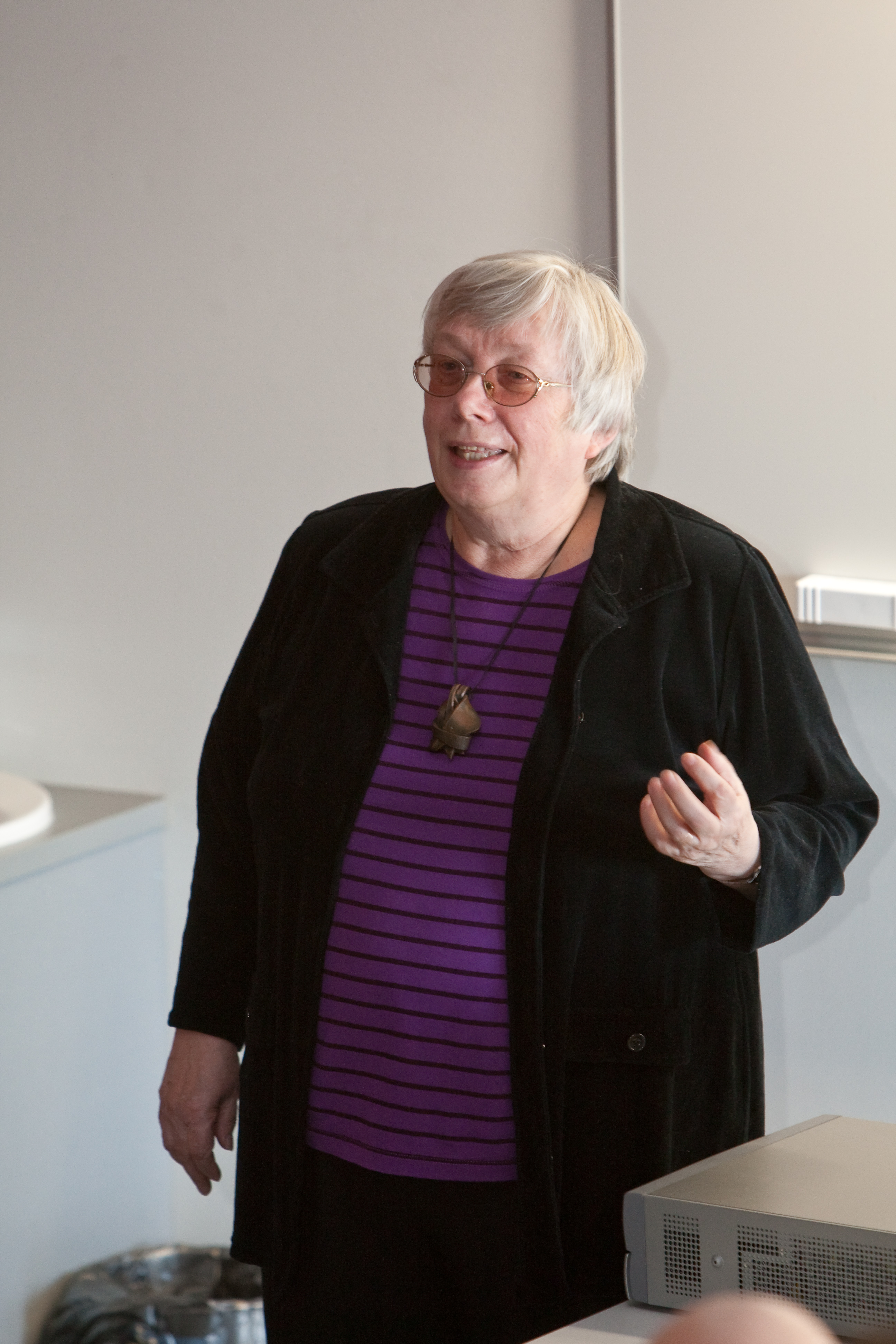
Марью Лауристин, 2010

В 1988 году вместе с Эдгаром Сависааром создала и возглавляла Народный фронт Эстонии, политическое движение, сыгравшее ведущую роль в достижении независимости Эстонии от СССР. В 1989 году была избрана депутатом Съезда Народных депутатов СССР от Тартуского территориального избирательного округа № 750 Эстонской ССР. Заместитель председательствующего (спикера) Верховного Совета Эстонской ССР. Член Комиссии Совета Союза по вопросам труда, цен и социальной политики.
С 1990 года принимала участие в работе Конгресса Эстонии.
С июня 1990 г. до 8 сентября 1990 года была председателем Эстонской социал-демократической партии независимости (эст. Eesti Sotsiaaldemokraatlik Iseseisvuspartei (ESDIP)). После объединения партии (8 сентября 1990 года) с Демократической партией труда Эстонии, Русской социал-демократической партией Эстонии и с Зарубежным объединением Социалистической партии Эстонии в единую Социал-демократическую партию Эстонии (эст. Eesti Sotsiaaldemokraatlik Partei (ESDP)) Марью Лауристин была избрана её председателем и занимала этот пост до 1995 года.
С 21 октября 1992 г. по 20 сентября 1994 г. занимала должность министра социальных дел в первом правительстве Марта Лаара. Против социальной политики правительства в целом и Лауристин были протесты на митинге в январе 1993 года в Таллинне. Многие обнищавшие пенсионеры не были в состоянии выжить с такой маленькой пенсией. Демонстрация шла агрессивно, митингующие носили транспаренты с надписью «Как голодаешь, пенсионер? Умеренно, всегда умеренно!» (Намек на название «Умеренные», формальное название списка партии Лауристин с маленькими партиями) и угрожали физически Марью Лауристин. 13 января 1993 года премьер-министр Лаар выступил с телеобращением и требовал прекратить демонстрацию. 16 января 1993 г. Лаар и Лауристин встретили с представителями пенсионеров — пенсии все же не повысили, но от работающих пенсионеров пенсии не отнимали. С 1999 по 2003 Лауристин была депутатом Рийгикогу и возглавляла фракцию Партии Умеренных.
В настоящий момент является профессором Тартуского университета и депутатом Тартуского городского собрания.
14 ноября 2012 года вместе с ещё 17 общественными деятелями Эстонии подписала «Хартию 12». В ней подписанты выразили желание, чтобы политика в Эстонии снова стала честной, выступив против монополизации пути к власти парламентскими партиями. Хартия вызвала большой общественный резонанс в Эстонии, так в её поддержку на сайте Petitsioon.ee подписалось около 17,5 тысяч человек (по данным на 23 ноября 2012 года). 21 ноября по инициативе президента Т. Х. Ильвеса состоялся «круглый стол» по преодолению кризиса доверия, в котором участвовали представители парламентских партий, гражданских объединений «Хартия 12» и «Хватит лживой политики!», а также учёных и экспертов.